# Amphineurus campbelli
Amphineurus campbelli är en tvåvingeart som beskrevs av Alexander 1922. Amphineurus campbelli ingår i släktet Amphineurus och familjen småharkrankar. Inga underarter finns listade i Catalogue of Life.